# Simon Hausch
Simon Hausch (* 15. Februar 1874 in Wessingen; † 29. Juli 1954 in Hechingen) war ein deutscher Politiker (Zentrum).

## Leben und Wirken
Hausch war Landwirt in Wessingen, wo er am 1. April 1915 zum Bürgermeister gewählt wurde. Auch nach der Machtergreifung wurde er im April 1933 im Amt bestätigt und durch Verfügung vom 7. August 1933 vorläufig in sein Amt wieder eingewiesen. Am 31. Mai 1939 wurde er in den Ruhestand versetzt und arbeitete dann als Vertreter der Norddeutschen Hagelversicherung. Im Dezember 1946 wurde er vom Kreisuntersuchungsausschuss für freie Wirtschaft in Hechingen als „nicht belastet“ bewertet.
Hausch gehörte dem Zentrum an. Er kandidierte 1924 erfolglos für den Reichstag. Von 1919 bis 1933 war er Mitglied im Kommunallandtag der Hohenzollernschen Lande.
Ferner war Hausch vom 1. Juni 1932 bis April 1933 stellvertretendes Mitglied des Preußischen Staatsrates.